# Plumatella longa
Plumatella longa är en mossdjursart som beskrevs av Abrikosov 1925. Plumatella longa ingår i släktet Plumatella och familjen Plumatellidae. Inga underarter finns listade i Catalogue of Life.